# Wyższa Szkoła Zarządzania w Częstochowie
Wyższa Szkoła Zarządzania w Częstochowie – uczelnia niepubliczna w Częstochowie założona w 1995 roku przez dr hab. Andrzeja Dziewiątkowskiego.   
Od 2001 rektorat uczelni mieści się w zabytkowym budynku, który poprzednio pełnił funkcję Zakładowego Domu Kultury przy Częstochowskich Zakładach Przemysłu Lniarskiego „Stradom”.

## Zakres kształcenia
- Pielęgniarstwo I i II stopnia[2]
- Ratownictwo medyczne I stopnia[3]
- Studia podyplomowe[4]
- Kursy i szkolenia